# 巴拉干天奴紅牛
巴拉干天奴紅牛，是巴西圣保罗州布拉干萨-保利斯塔的一个足球俱乐部。该俱乐部成立于1928年。
巴拉干天奴紅牛前身為「巴拉干天奴竞技俱乐部」（Clube Atlético Bragantino）。2020年，球會被著名飲料品牌紅牛能量飲料（Red Bull）全面收購，更改名為「巴拉干天奴紅牛」。

## 荣誉
- 國際
- 國家
  - 巴西足球甲級聯賽亞軍：1991
  - 巴西足球乙級聯賽冠軍：1989, 2019
  - 巴西足球丙級聯賽冠軍：2007
- 州際
  - 巴西聖保羅州聯賽冠軍：1990
  - 巴西聖保羅州乙級足球聯賽(Campeonato Paulista de Futebol - Série A2)冠軍：1965, 1988
  - Campeonato Paulista do Interior冠軍：2020
  - Campeonato Paulista Fifth Division冠軍：1979